# Reginald Cockcroft Sutcliffe
Reginald Cockcroft Sutcliffe (Wrecsam Gal·les, 16 de novembre del 1904 – Cadmore End, 1991) va ser un meteoròleg britànic.
Nascut a Wrexham, però educat al Yorkshire, obtingué una beca per a estudiar a la universitat de Leeds, on es distingí en l'estudi de les matemàtiques. Entrà al Meteorological Office l'any 1927.
El seu nom començà a sonar quan publicà el llibre Meteorology for Aviators (1939), que esdevingué una lectura essencial per als pilots de la RAF durant la Segona Guerra Mundial. En començar la contesa havia estat destacat a França per fer prediccions meteorològiques per a missions en cels europeus, i en la desfeta anglo-francesa va ser un dels darrers militars britànics a abandonar la França que els alemanys ocupaven. Posteriorment, Sutcliffe fou destinat al RAF Bomber Command, fent prediccions per als bombardeigs sobre Alemanya.
Durant el transcurs de la guerra i en el període posterior, Sutcliffe continuà treballant en teoria de la meteorologia; la seva contribució més valuosa fou l'ús de la pressió, en comptes de l'alçada, com a coordenada vertical en l'atmosfera. A banda de ser membre de l'Oficina Meteorològica, també tingué molts altres càrrecs, com a president de la Royal Meteorological Society (1955-1957), i de l'International Association for Meteorology and Atmospheric Physics entre 1967 i 1971. Va ser elegit membre de la Royal Society l'any 1957, un fet que hom va veure com un reconeixement explícit de la meteorologia com a ciència.
Reginald Sutcliffe es retirà de la Met Office el 1965, però això no posà fi a una brillant carrera. Conscient de la manca de formació universitària en meteorologia, fundà un departament en aquesta disciplina a la universitat de Reading, el primer curs de pre-grau en el Regne Unit. Es jubilà de la vida acadèmica el 1970 i morí a Cadmore End, Buckinghamshire el 1991.